# 圣让德拜桑
圣让德拜桑（法語：Saint-Jean-des-Baisants，法語發音：[sɛ̃ ʒɑ̃ de bɛzɑ̃]）是法国芒什省的一个市镇，属于圣洛区。

## 地理
圣让德拜桑（49°5'35"N, 0°58'27"W）面积13.37 平方千米，位于法国诺曼底大区芒什省，该省份为法国西北部沿海省份，西、北、东北三面环大西洋，东起顺时针与卡爾瓦多斯省、奧恩省、马耶讷省和伊勒-维莱讷省接壤。
与圣让德拜桑接壤的市镇（或旧市镇、城区）包括：圣皮埃尔德瑟米伊、普雷科尔班。
圣让德拜桑的时区为UTC+01:00、UTC+02:00（夏令时）。

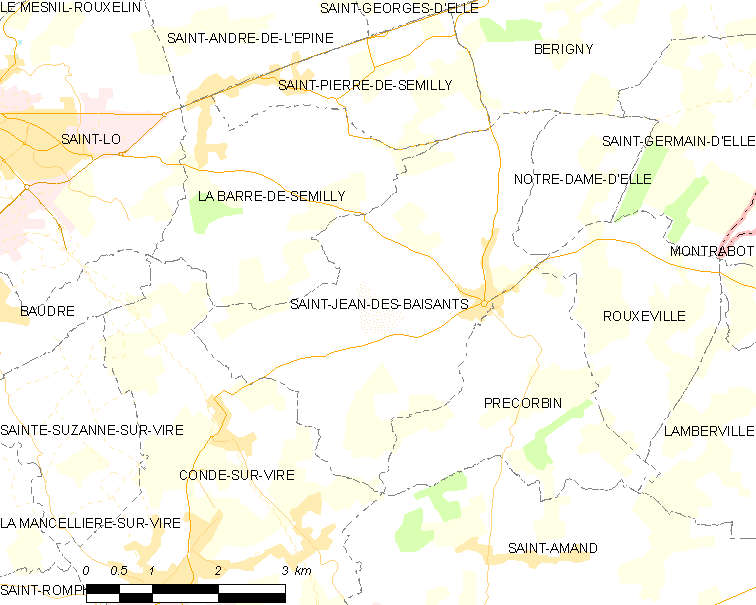
圣让德拜桑的OSM定位图

## 行政
圣让德拜桑的邮政编码为50810，INSEE市镇编码为50492。

## 政治
圣让德拜桑所属的省级选区为维尔河畔孔代县。

## 人口

1962-2008年间圣让德拜桑人口变化图示

圣让德拜桑于2018年1月1日时的人口数量为1266人。